# Центральний (Тісульський округ)
Центра́льний (рос. Центральный) — селище у складі Тісульського округу Кемеровської області, Росія.
В 1931-1935 роках селище було центром Маріїнсько-Тайгинського району.

## Населення
Населення — 445 осіб (2010; 793 у 2002).